# Crocodilopolis (fornlämning i Egypten, Qena)
Crocodilopolis är en fornlämning i Egypten. Den ligger i guvernementet Qena, i den centrala delen av landet, 500 km söder om huvudstaden Kairo. Crocodilopolis ligger 461 meter över havet.
Terrängen runt Crocodilopolis är huvudsakligen lite kuperad. Crocodilopolis ligger uppe på en höjd. Trakten runt Crocodilopolis är nära nog obefolkad, med mindre än två invånare per kvadratkilometer. Det finns inga samhällen i närheten. Trakten runt Crocodilopolis är ofruktbar med lite eller ingen växtlighet.